# Копырина, Анастасия Семёновна
Анастаси́я Семёновна Копы́рина (1930, Легойский наслег, Якутская АССР — 7 июля 2007) — доярка; Герой Социалистического Труда (1973).

## Биография
Работала телятницей, затем дояркой. Поднимала отстающие участки колхоза, стала дояркой-новатором.
6 сентября 1973 года удостоена звания Героя Социалистического Труда.
Персональный пенсионер союзного значения.

## Награды
- Заслуженный работник народного хозяйства Якутской АССР[1][3]
- орден Ленина[3]
- медаль «Серп и Молот» Героя Социалистического Труда и орден Ленина (6.9.1973)[2] — за большие успехи во Всесоюзном социалистическом соревновании, за доблестный труд в выполнении соцобязательств по увеличению продуктов[3]
- орден «Знак Почёта»
- золотая медаль ВДНХ
- Почётный гражданин Усть-Алданского улуса Якутии[3].

## Память
Имя А. С. Копыриной носит улица в селе Кептени — центре Легойского наслега Усть-Алданского улуса.
Имя А. С. Копыриной увековечено на аллее Героев, открытой 18 июня 2005 года в селе Борогонцы — центре Усть-Алданского улуса.